# Zug um Zug (Spiel)
Zug um Zug ist ein Brettspiel des britischen Spieleautors Alan R. Moon, bei dem es um die Nutzung von Eisenbahnstrecken in den USA geht. Die englische Ausgabe erschien unter dem Namen Ticket to Ride. 2004 erhielt es die weltweit bedeutendste Auszeichnung für Brettspiele, den Kritikerpreis Spiel des Jahres.
Alan R. Moon wurde somit nach Elfenland 1998 zum zweiten Mal mit dem Spiel des Jahres geehrt. 1999 wurde sein Spiel Union Pacific, ebenfalls ein Spiel mit dem Hintergrund Eisenbahn, für das Spiel des Jahres nominiert. Zug um Zug nimmt – nicht nur optisch – unverkennbar Anleihen an Union Pacific, dessen Spielbrett ebenfalls eine Nordamerika-Karte darstellt.

## Spielbeschreibung
Auf dem Spielplan sind verschiedene Orte sowie Strecken aus 1 bis 6 Feldern einer Farbe, die immer zwei Orte miteinander verbinden, eingezeichnet. Ziel des Spiels ist es, ein Eisenbahnnetz aus kleinen Kunststoffwaggons zu schaffen und dabei die meisten Punkte zu bekommen.
Eine Möglichkeit, Punkte zu bekommen, ist die Nutzung von Strecken. Um eine Strecke zu nutzen, muss ein Spieler so viele farblich passende Wagenkarten ausspielen, wie die Strecke Felder hat, um anschließend auf jedes dieser Felder einen seiner Waggons zu setzen. Die Punkte, die ein Spieler bekommt, hängt von der Länge der Strecke ab, wobei längere Strecken eine höhere Punktzahl bringen. (Beispielsweise bringt eine Strecke aus 1 Feld 1 Punkt, eine Strecke aus 6 Feldern jedoch 15 Punkte.)
Die andere Möglichkeit, Punkte zu bekommen, ist das Erfüllen von Zielkarten. Auf Zielkarten sind zwei Orte abgebildet, welche durch das eigene Eisenbahnnetz verbunden werden müssen. Zu Beginn des Spiels erhält jeder Spieler 3 dieser Zielkarten und sucht sich mindestens 2 Zielkarten aus, die er behalten möchte. Außerdem kann ein Spieler während des Spiels 3 neue Zielkarten ziehen, von denen er mindestens eine behalten muss. Jeder Spieler hält seine Zielkarten bis zum Ende des Spiels geheim und darf sie nicht im Laufe des Spiels zurückgeben. Für jede erfüllte Zielkarte bekommt der Spieler am Ende des Spiels die auf dieser Karte angegebene Punktzahl, die von der Entfernung beider Orte abhängig ist. Für jede Zielkarte, die nicht erfüllt wurde, bekommt der Spieler diese Punktzahl abgezogen. Eine Schwierigkeit besteht darin, dass durch andere Mitspieler genutzte Strecken nicht mehr für den Spieler zur Verfügung stehen und somit zur Erfüllung von Zielkarten oft Umwege „gefahren“ werden müssen oder Zielkarten gar nicht mehr erfüllt werden können.
Die Spieler sind nacheinander an der Reihe. Wenn ein Spieler an der Reihe ist, muss er genau eine der folgenden Aktionen ausführen:
- Wagenkarten aufnehmen, wobei  entweder zwei zufällige Karten (ungeachtet des Inhaltes) von dessen Nachziehstapel gezogen oder bewusst zwei farbliche Karten (oder eine bunte Karte = Joker) von den fünf zu jeder Zeit offen ausliegenden Wagenkarten genommen werden
- eine Strecke nutzen
- neue Zielkarten ziehen

Jeder Spieler hat zu Beginn 45 Waggons. Sobald ein Spieler am Ende seines Zuges nur noch 2 oder weniger Waggons hat, ist jeder Spieler noch genau einmal an der Reihe. Zusätzlich gibt es am Ende des Spiels 10 Bonuspunkte für den Spieler mit der längsten durchgehenden Strecke.
In den verschiedenen Varianten von Zug um Zug gibt es außerdem diverse Sonderregeln und neue Spielelemente. Außerdem unterscheiden sich die Varianten in verschiedenen Details (z. B. die Anzahl der Zielkarten, die ein Spieler ziehen und behalten muss oder die Boni am Ende des Spiels).
Zwei Beispiele für neue Spielelemente sind die erstmals in Zug um Zug Europa eingeführten Fähren und Tunnel. Bei der Nutzung von Fähren müssen für die mit einer Lokomotive gekennzeichneten Felder Lokomotivkarten (gehören zu den Wagenkarten) gespielt werden, die ansonsten als Joker für eine beliebige Farbe gelten. Tunnel sorgen für mehr Zufall. Für die Nutzung von Tunnelstrecken werden die obersten 3 Karten des Nachziehstapels für Wagenkarten aufgedeckt und der Spieler muss für jede aufgedeckte Karte seiner Farbe eine zusätzliche Wagenkarte dieser Farbe ausspielen. Wenn er dies nicht kann oder nicht will, setzt er die Runde aus.

## Varianten und Erweiterungen
Im Laufe der Jahre sind verschiedene Varianten, Erweiterungen und Promotionsartikel erschienen. Die nachfolgenden Tabellen geben einen Überblick.

### Eigenständige Spiele und spezifische Erweiterungen
| Name                                    | Erscheinungsjahr | Spielerzahl | Spielplan                   | Besonderheiten | Erweiterungen                                                                                       |
| --------------------------------------- | ---------------- | ----------- | --------------------------- | --- | --------------------------------------------------------------------------------------------------- |
| Zug um Zug                              | 2004             | 2–5         | USA, südliches Kanada       | 2014 erschien eine Jubiläumsausgabe mit einem extra großen Spielplan und individuell gestalteten Waggons in Metalldosen. Diese Ausgabe beinhaltet auch die Erweiterungen „USA 1910“ und „Mystery Train“. | Mystery Train (2004/gratis) USA 1910 (2006)                                                         |
| Zug um Zug Europa                       | 2005             | 2–5         | Europa                      | Tunnel, Fähren und Bahnhöfe 2021 erschien eine Jubiläumsausgabe mit einem extra großen Spielplan und individuell gestalteten Waggons in Metalldosen. Diese Ausgabe beinhaltet auch die Erweiterungen „Orient Express“, „London-Kopenhagen“ und „Europa 1912“, jedoch ohne die dort enthaltenen Lagerhallen und Depots.                                                                                    | Europa 1912 (2009) Orient Express (2015/gratis) Zielkarte London-Kopenhagen (2017/gratis)           |
| Zug um Zug Märklin                      | 2006             | 2–5         | Deutschland                 | Passagiere | |
| Zug um Zug Skandinavien                 | 2007             | 2–3         | Skandinavien                | Tunnel, Fähren. zunächst nur in Skandinavien erhältlich, seit 2008 auch in Deutschland | |
| Zug um Zug Deutschland                  | 2012             | 2–5         | Deutschland                 | Gleicher Spielplan wie Märklin, aber mit anderen Zielkarten, anderen Wagenkarten und ohne Passagiere | Deutschland 1902 (2015) Ab der Neuauflage 2023 ist die Erweiterung bereits im Grundspiel enthalten. |
| Zug um Zug Weltreise                    | 2016             | 2–5         | Weltkarte / Die Großen Seen | Schiffe, Häfen. Die Weltkarte ist „rund“, die Schiffsrouten verbinden also Asien/Australien mit Amerika vom rechten Spielplanrand zum linken. | |
| Ticket to Ride: Polarlichter            | 2022             | 2–5         | Skandinavien                | Tunnel, Fähren, variable Bonuskarten Überarbeitete Neuauflage von Zug um Zug Skandinavien für bis zu fünf Spieler anstatt nur drei. Diese Version war zunächst nur in Skandinavien unter dem Titel "Northern Lights" erhältlich, erschien aber 2025 auch in Deutschland und anderen Ländern. | |
| Zug um Zug Legacy: Legenden des Westens | 2023             | 2–5         | USA                         | Das Spiel folgt dem Beispiel anderer Legacy-Spiele, bei dem sich das Spiel von Partie zu Partie verändert. Hierbei werden zum Beispiel Regeln verändert oder der Spielplan verändert sich. Welche Änderungen im Detail es gibt, bleibt hierbei zunächst unbekannt und wird erst nach und nach enthüllt. Nach der vollständigen Kampagne von 12 Partien besitzt man ein individuelles Exemplar des Spiels. | |

### Map Collections
Ab 2011 erschienen bislang (Stand 2025) 9 Map Collections. Dabei handelt es sich um Spielpläne mit eigenen Zielkarten und ggf. neuem Material (z. B. Landschaftskarten, Gleisplättchen oder Expresszüge), jedoch ohne Wagenkarten, Waggons und Zählsteine. Daher wird zum Spielen immer eines der Grundspiele (USA, Europa, Deutschland oder Polarlichter) benötigt.
| Name                                                 | Erscheinungsjahr | Spielerzahl                             | Spielplan                            | Besonderheiten |
| ---------------------------------------------------- | ---------------- | --------------------------------------- | ------------------------------------ | --- |
| Map Collection Vol. 1: Team Asia / Legendary Asia    | 2011             | Team Asia: 4 oder 6 Legendary Asia: 2–5 | Asien (zwei verschiedene Spielpläne) | Team Asia: Team-Variante, Tunnel Legendary Asia: Fähren, Gebirgsstrecken                                             |
| Map Collection Vol. 2: India / Switzerland           | 2011             | India: 2–4 Switzerland: 2–3             | Indien / Schweiz                     | India: Mandala-Bonus, Fähren Switzerland: Tunnel Switzerland erschien bereits 2007 als eigener Spielplan.            |
| Map Collection Vol. 3: The Heart of Africa           | 2012             | 2–5                                     | Afrika                               | Landschaftskarten, Fähren                                                                                            |
| Map Collection Vol. 4: Nederland                     | 2013             | 2–5                                     | Niederlande                          | Brückenmaut-Plättchen                                                                                                |
| Map Collection Vol. 5: United Kingdom / Pennsylvania | 2015             | UK: 2–4 Pennsylvania: 2–5               | Großbritannien / Pennsylvania        | UK: Technologien, Fähren Pennsylvania: Anteilsscheine, Fähren                                                        |
| Map Collection Vol. 6: France / Old West             | 2017             | France: 2–5 Old West: 2–6               | Frankreich / Westküste USA           | France: Streckenbau Old West: Stadtmarker, neue Strecken müssen mit dem bisherigen Streckennetz verbunden sein       |
| Map Collection Vol. 6½: Polska                       | 2019             | 2–4                                     | Polen                                | Verbinden von Nachbarländern Erhältlich nur in polnischer und englischer Sprache.                                    |
| Map Collection Vol. 7: Japan / Italy                 | 2019             | 2–5                                     | Japan / Italien                      | Japan: Express-Züge, vergrößerte Gebiete Italy: Fähren, Regionenbonusse                                              |
| Map Collection Vol. 8: Iberia / South Korea          | 2024             | 2–5                                     | Iberische Halbinsel / Südkorea       | Iberia: Draft der Zielkarten, Fähren, Festivalkarten South Korea: Draft der Zielkarten, Expresszug-Karten, Provinzen |

### Cities
Bislang (Stand 2025) sind 6 Cities-Varianten von Zug um Zug erschienen. Während für die anderen Varianten eine Spieldauer von 30 bis 60 Minuten oder mehr vorgesehen ist, haben diese Spiele kleinere Spielpläne mit nur 15 bis 20 Figuren (statt 45) und eine vorgesehene Spieldauer von 10 bis 15 Minuten. Anstelle von Eisenbahnwaggons haben die Spieler beispielsweise Taxis oder Busse als Figuren. Es handelt sich dabei um eigenständige Spiele, für die keines der Grundspiele benötigt wird.
| Name                     | Erscheinungsjahr | Spielerzahl | Spielplan     | Spielfiguren            |
| ------------------------ | ---------------- | ----------- | ------------- | ----------------------- |
| Zug um Zug New York      | 2018             | 2–4         | New York      | Taxis                   |
| Zug um Zug London        | 2019             | 2–4         | London        | Doppeldeckerbusse       |
| Zug um Zug Amsterdam     | 2020             | 2–4         | Amsterdam     | Fuhrwerke               |
| Zug um Zug San Francisco | 2022             | 2–4         | San Francisco | Straßenbahnen           |
| Zug um Zug Berlin        | 2023             | 2–4         | Berlin        | Straßenbahnen, U-Bahnen |
| Zug um Zug Paris         | 2024             | 2–4         | Paris         | Busse                   |

### Bleibt zu Hause
Im Juni 2020 wurde während der COVID-19-Pandemie auf der Webseite von Days of Wonder die Variante „Zug um Zug – Bleibt zu Hause“ veröffentlicht. Der Spielplan stellt dabei die Zimmer eines Einfamilienhauses dar, wobei die Strecken die verschiedenen Bereiche des Hauses miteinander verbinden. Das Spiel kann von 2 bis 4 Spielern gespielt werden und wurde primär für Familien entworfen. Als Besonderheit wurden Familienstrecken eingeführt, die mehrere Spieler gemeinsam vervollständigen können, wobei die Strecke dann von allen an der Vervollständigung der Strecke beteiligten Spieler genutzt werden kann.
Diese Variante ist nicht im Handel erhältlich. Stattdessen kann das Spiel samt Anleitung, Spielplan und neuen Zielkarten auf der offiziellen Webseite als PDF-Dokument heruntergeladen und ausgedruckt werden. Es werden jedoch wie bei den Map Collections Wagenkarten, Waggons und Zählsteine aus einem der Grundspiele benötigt.

### Waggonsets
Die nachfolgenden Waggonsets können als Ersatz für die im Spiel enthaltenen Sets verwendet werden. Nicht alle erschienen regulär im Handel, sondern wurden teilweise für die Teilnahme an offiziellen Turnieren verteilt.
- Halloween-Frachter (2012): Das Set enthält mit Kürbissen beladene Waggons und neue Bahnhöfe, die dem Spiel die Atmosphäre von Halloween vermitteln sollen.
- Deluxe Train Set #1 - Milk Tanker Cars (2017): Dieses Set enthält weiße Milchwaggons mit blauer Aufschrift "Milk", weiße Bahnhöfe und einen entsprechenden Wertungsmarker.
- Custom Train Sets (2017): 5 Waggonsets in den Farben schwarz, orange, pink, lila und weiß aus durchscheinendem Plastik
- Play Pink (2021): Anlässlich des Brustkrebsmonats Oktober erschien im Oktober 2021 ein Waggonset aus pinken Zügen inklusive der für Zug um Zug Europa erforderlichen Bahnhöfe.
- Zug um Zug San Francisco - Custom Cable Car Set (2022): Gelb als zusätzliche Spielerfarbe für Zug um Zug San Francisco.
- Zug um Zug Berlin - Exklusive U-Bahnen und Straßenbahnen (2023): Blau als zusätzliche Spielerfarbe für Zug um Zug Berlin
- Deluxe Train Sets #2-7 (2024): Zum 20. Jubiläum von Zug um Zug erschienen 6 weitere Waggonsets inklusive Bahnhöfen und Wertungsmarkern. 5 davon in den Spielerfarben des Grundspiels (gelb, blau, grün, schwarz, rot) und eins in grau.

### Sonstige Erweiterungen
- Würfelerweiterung (2008): Die Wagenkarten werden durch Würfel ersetzt. Diese Erweiterung lässt sich mit allen Grundspielen kombinieren.
- Alvin & Dexter (2011): Diese Erweiterung enthält zwei Monster, welche die Städte besetzen können, so dass angrenzend keine Strecken mehr beansprucht werden können. Die Erweiterung ist mit allen Grundspielen kombinierbar
- Punktemarker (2013): 8 Punktemarker in unterschiedlichen Farben, die jeweils individuelle Formen haben wie z. B. Handschuh, Hut oder Gehstock.

### Sonstige eigenständig spielbare Ableger
- Zug um Zug – Das Kartenspiel (2008): Kartenvariante von Zug um Zug ohne Spielplan
- Zug um Zug – Meine erste Reise (2016/2017): Kinderspielvariante von Zug um Zug mit kleineren Spielplänen und vereinfachten Regeln. Es werden keine Punkte vergeben. Stattdessen gewinnt, wer als erster Spieler 6 Zielkarten erfüllt hat. Diese Version erschien zunächst 2016 in den USA unter dem Titel First Journey mit einem USA-Spielplan. 2017 erschien das Spiel mit einem Europa-Spielplan sowohl auf Deutsch wie auch in zahlreichen anderen Sprachen.
- Zug um Zug – Von Gleis zu Gleis (2021): Logikrätsel für einen Spieler ab 8 Jahren. Enthalten sind 40 Rätsel, bei denen man Loks und Waggons auf einem Spielbrett rangieren muss, um mit möglichst wenig Zügen vorgegebene Zielpositionen zu erreichen.
- Zug um Zug – Gruselfahrt (2022): Kinderspielvariante anlässlich Halloween mit nahezu identischen Regeln wie Zug um Zug – Meine erste Reise.

## Digitale Version
2005 erschien für Windows und MacOS eine Computerspielumsetzung Ticket to Ride, die neben der USA- und Europavariante den Schweiz-Spielplan (noch vor der Veröffentlichung als Brettspiel) und später auch die Erweiterung „USA 1910“ umfasste. Diese ermöglichte es mit computergesteuerten Gegnern oder online mit anderen Spielern zu spielen. Damals wurde eine CD mit der Demoversion bei Zug um Zug Europa beigelegt, welche nur die USA-Variante enthielt und nur das Spielen mit maximal einem computergesteuerten Gegner erlaubte.
2008 erschien eine neue überarbeitete Version. Sie wurde im Laufe der Zeit für Android, iOS, Windows, MacOS und Linux veröffentlicht und wird mittlerweile auf Steam, auf Google Play, im App Store und im Amazon Appstore verkauft. Die offizielle Unterstützung für Linux wurde inzwischen wieder aufgegeben.
Das Spiel umfasst standardmäßig nur den USA-Spielplan, wobei die Varianten „USA 1910“, Europa (inklusive „Europa 1912“), Deutschland, Skandinavien, Legendäres Asien, Indien, Schweiz, United Kingdom, Pennsylvania und Frankreich als DLCs bzw. In-App-Käufe erhältlich sind.
Darüber hinaus existiert auf der Seite von Days of Wonder auch eine Web-Version.